# Voy a despegar (single)
«Voy a despegar» es un sencillo del grupo musical Aviador Dro editado solamente a nivel promocional en enero del año 1987 por el sello "DRO" bajo la referencia DRO 1D-251. 

Fue el segundo sencillo del álbum Ciudadanos del Imperio, grabándose en los Estudios Liberty y siendo Fernando Arbex el encargado de la producción, dando relevancia al sonido de las guitarras sobre el de los teclados.

## Lista de canciones
| Título               | Autor                                   | Duración |
| -------------------- | --------------------------------------- | -------- |
| «Voy a despegar»     | Servando Carballar, Alejandro Sacristán | 2:48     |
| «Histeria colectiva» | Servando Carballar, José Antonio Gómez  | 4:05     |